# Goodyera erosa
Goodyera erosa là một loài thực vật có hoa trong họ Lan. Loài này được (Ames & C.Schweinf.) Ames, F.T.Hubb. & C.Schweinf. mô tả khoa học đầu tiên năm 1934.